# كوقلل (تشيشير)
كوقلل (بالإنجليزية: Caughall)‏ هي قرية و أبرشية مدنية تقع في المملكة المتحدة في إنجلترا. يقدر عدد سكانها بـ 29 نسمة .